# Apulien
Apulien (officielt italiensk navn: Puglia) er en region i det sydøstlige Italien. Den udgør "hælen" i den italienske støvle. 
Regionens areal er 19.345 km², og har cirka 4 millioner indbyggere.
Den grænser op til regionerne: Molise mod nord, Campania mod vest, og Basilicata mod sydvest.

## Geografi
Bari er regionshovedstad.
Regionen, som er den østligst beliggende af Italiens regioner, er inddelt i provinser (og deres hovedbyer med samme navn): Bari, Brindisi, Foggia, Lecce, og Taranto. I 2005 blev de nye provinser Barletta, Andria og Trani oprettet. Apulien er hovedsageligt flad; kysten er lav, dog med den bjergrige halvø Gargano med et areal på 2.000 km2 i Foggia, og der er bjerge i den nordlige del af regionen. Andre vigtige byer er: Alberobello, Andria, Barletta, Canosa, Conversano, Gallipoli, Bitonto, Gravina in Puglia, Grottaglie, Manfredonia, Martina Franca, Molfetta, Monopoli, Ostuni, Otranto, Santa Maria di Leuca, San Giovanni Rotondo, San Vito dei Normanni og Trani. Der er cirka 360 kilometer i lige linje fra nord til syd, kyststrækningen er på omkring 650 km, heraf 450 km østvendt overfor Montenegro i nord og Albanien - med en afstand på 80 km - i syd.

## Transport
Der er to større lufthavne i Apulien : Bari og Brindisi. De samme to byer har skibstrafik til Korfu og Igoumenitsa i Grækenland, samt til Albanien og Kroatien.
På Apuliens østside går der både jernbane og motorvej. Jernbanen forbinder Taranto, Lecce, Bari og Brindisi med Nord og Midtitalien.

## Mad og drikke
Apuliens vine er først de senere år kommet fra bordvinsniveau op til international klasse. Af vine kan nævnes Primitivo Manduria (Rød), Salice Salentino (Rød) og Locorotondo (Hvid). Maden er inspireret af det græske køkken med fokus på lam, fisk og skaldyr.